# Elvira (keresztnév)
A Elvira női név eredete vitás: egyesek a nyugati gót Al(ah)wara névből (jelentése: mindent megőrző), míg mások az arab – spanyol Elmira névből származtatják.

## Gyakorisága
Az 1990-es években ritka név, a 2000-es években nem szerepel a 100 leggyakoribb női név között.

## Névnapok
- február 10.[2]
- március 6.[2]
- március 9.[2]

## Híres Elvirák
- Lux Elvira szexuálpszichológus
- Elvira a neve a MÁV internetes menetrend szolgáltatásának is.[5]